# Lekkoatletyka na Letnich Igrzyskach Olimpijskich 1960 – chód na 50 km mężczyzn
Chód na 50 kilometrów mężczyzn podczas XVII Letnich Igrzysk Olimpijskich w Rzymie rozegrano 7 września 1960. Start i meta znajdowały się na Stadio Olimpico. Zwycięzcą został reprezentant Wielkiej Brytanii Don Thompson, który ustanowił rekord olimpijski z czasem 4:25:30,0.

## Rekordy

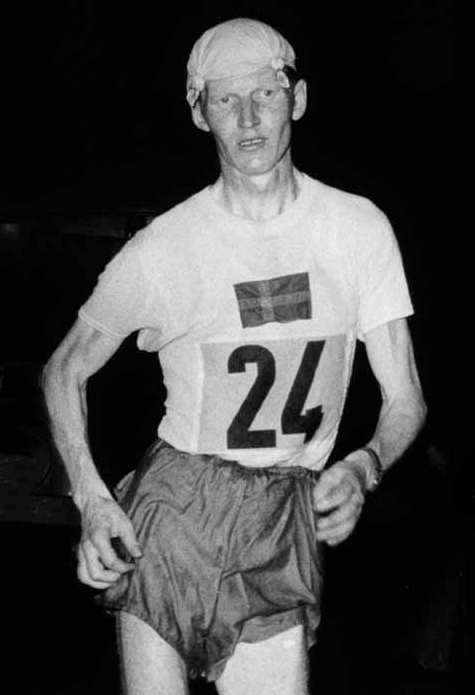
John Ljunggren

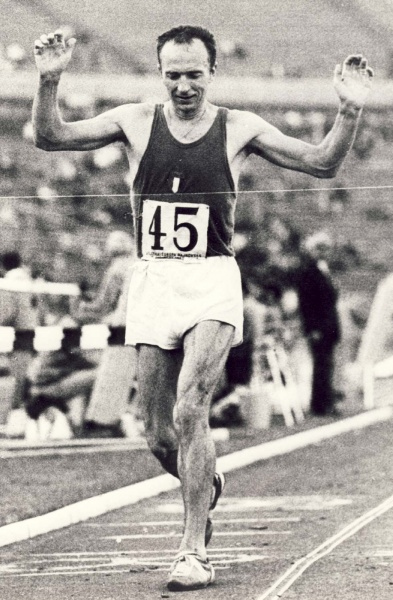
Abdon Pamich

|                   | Zawodnik           | Narodowość | Czas      | Data                  | Miejsce  |
| ----------------- | ------------------ | ---------- | --------- | --------------------- | -------- |
| Rekord świata     | Anatolij Wiediakow | ZSRR       | 4:03:53   | 13 sierpnia 1959(dts) | Moskwa   |
| Rekord olimpijski | Giuseppe Dordoni   | Włochy     | 4:28:17,8 | 21 lipca 1952(dts)    | Helsinki |

## Wyniki
| Poz. - pozycja |
| – rekord świata \| – rekord krajowy \| – rekord życiowy \| = – wyrównany rekord życiowy \| · – najlepszy wynik w sezonie \| = – wyrównany najlepszy wynik w sezonie \| – rekord olimpijski |
| Fn – falstart \| DNF – nie ukończył \| DNS – nie wystartował \| DSQ – zdyskwalifikowany |

### Finał
| Poz. | Zawodnik             | Narodowość        | Rezultat  | Uwagi |
| ---- | -------------------- | ----------------- | --------- | ----- |
| 1    | Don Thompson         | Wielka Brytania   | 4:25:30,0 | [ 1 ] |
| 2    | John Ljunggren       | Szwecja           | 4:25:46,0 |       |
| 3    | Abdon Pamich         | Włochy            | 4:27:55,4 |       |
| 4    | Ołeksandr Szczerbyna | ZSRR              | 4:31:44,0 |       |
| 5    | Tom Misson           | Wielka Brytania   | 4:33:03,0 |       |
| 6    | Alex Oakley          | Kanada            | 4:33:08,6 |       |
| 7    | Giuseppe Dordoni     | Włochy            | 4:33:27,2 |       |
| 8    | Zora Singh           | Indie             | 4:37:44,6 |       |
| 9    | Anatolij Wiediakow   | ZSRR              | 4:39:57,6 |       |
| 10   | Antonio De Gaetano   | Włochy            | 4:41:01,6 |       |
| 11   | Ladislav Moc         | Czechosłowacja    | 4:42:44,6 |       |
| 12   | George Hazle         | Południowa Afryka | 4:43:18,8 |       |
| 13   | Max Weber            | Niemcy            | 4:44:47,4 |       |
| 14   | Svatopluk Sýkora     | Czechosłowacja    | 4:46:14,6 |       |
| 15   | Ajit Singh           | Indie             | 4:47:28,4 |       |
| 16   | Horst Astroth        | Niemcy            | 4:50:57,0 |       |
| 17   | Josef Doležal        | Czechosłowacja    | 4:51:18,6 |       |
| 18   | José Ribas           | Hiszpania         | 4:51:20,0 |       |
| 19   | Ron Laird            | Stany Zjednoczone | 4:53:21,6 |       |
| 20   | Frank O’Reilly       | Irlandia          | 4:54:40,0 |       |
| 21   | Charles Sowa         | Luksemburg        | 4:57:00,4 |       |
| 22   | Louis Marquis        | Szwajcaria        | 5:00:13,0 |       |
| 23   | Bruce MacDonald      | Stany Zjednoczone | 5:00:47,6 |       |
| 24   | John Allen           | Stany Zjednoczone | 5:03:15,2 |       |
| 25   | Alfred Leiser        | Szwajcaria        | 5:06:55,0 |       |
| 26   | Mohamed Ben Lazhar   | Tunezja           | 5:07:57,4 |       |
| 27   | René Charrière       | Szwajcaria        | 5:09:00,8 |       |
| 28   | Jacques Arnoux       | Francja           | 5:10:22,0 |       |
| –    | Ronald Crawford      | Australia         | DSQ       |       |
| –    | Noel Freeman         | Australia         | DSQ       |       |
| –    | Albert Johnson       | Wielka Brytania   | DSQ       |       |
| –    | Grigorij Klimow      | ZSRR              | DSQ       |       |
| –    | Kurt Sakowski        | Niemcy            | DSQ       |       |
| –    | Guillermo Weller     | Argentyna         | DSQ       |       |
| –    | Béla Dinesz          | Węgry             | DNF       |       |
| –    | Norman Read          | Nowa Zelandia     | DNF       |       |
| –    | Åke Söderlund        | Szwecja           | DNF       |       |
| –    | Erik Söderlund       | Szwecja           | DNF       |       |
| –    | Naoui Zlassi         | Tunezja           | DNF       |       |
| –    | Khalifa Bahrouni     | Tunezja           | DNS       |       |